# Bescat
Bescat település Franciaországban, Pyrénées-Atlantiques megyében. Lakosainak száma 248 fő (2022. január 1.). Bescat Arudy, Buzy, Rébénacq és Sévignacq-Meyracq községekkel határos.

## Népesség
A település népességének változása:
| Lakosok száma | 271  | 269  | 263  | 255  | 250  | 245  | 245  | 246  | 248  |
|               | 2010 | 2013 | 2015 | 2017 | 2018 | 2019 | 2020 | 2021 | 2022 |